# Machine des eaux de Maisons-Laffitte
La machine des eaux et l'aqueduc, sont les vestiges de l'ancien établissement des eaux de Maisons-Laffitte, dans le département français des Yvelines. Les vestiges sont protégés des monuments historiques.

## Historique
La machine des eaux et l'aqueduc datent du XVIIe siècle. Propriété de l'état, les vestiges de l'ancienne machine des eaux sont classés au titre des monuments historiques en 1974, alors que les vestiges de l'aqueduc sont inscrits cette même année.